# エルディス・フェルナンド・ダマショ
フェルナンジーニョ（Fernandinho）ことエルディス・フェルナンド・ダマショ（Éldis Fernando Damasio、1981年1月13日 - ）は、ブラジル・サンタカタリーナ州フロリアノーポリス出身の元プロサッカー選手。現役時代のポジションはミッドフィールダー / フォワード。

## 経歴
水戸ホーリーホックや横浜FCでプレーしたアンデルソンとは、フェロヴィアリアというブラジルのクラブのジュニアユース時代から4年間チームメイトだった。
2004年にブラジルのサンカエターノからJリーグのガンバ大阪へ完全移籍で加入。2005年、J1リーグベストイレブンに選ばれるなど大活躍をみせ、ガンバ大阪のJリーグ初優勝に貢献。しかし2006年シーズンは中盤以降、西野朗監督の構想から外れ、出場機会が激減した。
2007年は清水エスパルスへ期限付き移籍。清水ではトップ下の位置を確保し、レギュラーとして活躍した。
2008年、ガンバ大阪から清水へ完全移籍したが、チームの不振と共に長谷川健太監督の構想から外れ、シーズン途中の同年6月に京都サンガF.C.へ期限付き移籍する。特に柳沢敦と絶妙なコンビネーションを見せるなど短期間ながら活躍し、10月1日に負傷で離脱するまで残留に貢献したが、2008年をもって、レンタル先の京都、レンタル元の清水両者から戦力外とされ、京都を退団してブラジルへ帰国した。
2009年からはブラジルのヴァスコ・ダ・ガマに所属していたが、同年7月、深刻な低迷で降格危機に瀕しており、得点源を探していた大分トリニータへ期限付き移籍で加入。移籍後しばらくはチームにフィットできずベンチを暖める日々が続いていたが、チームの降格決定後は3試合連続ゴールを決めるなど、かつての実力の片鱗を見せた。
2010年、ヴァスコからベガルタ仙台へ完全移籍で加入した。当初大分へ完全移籍で加入する予定であったが、2009年に発覚した大分の財政危機の経営整理の際に契約を取り消されてしまう。しかし、大分に高額な違約金及び年俸支払いの義務が残っており、財政の厳しい大分単独では弁済は困難なため、完全移籍の形を取りつつ仙台に年俸の一部を負担してもらう実質的な1年間のレンタル移籍であった。ここでもベンチスタートが多かったが、チームのJ1残留に貢献した。しかし、高年俸がネックとなり、この年限りで契約終了となった。
2011年からはモジミリンECに所属し、2012年7月からヴァンフォーレ甲府へ移籍。甲府のJ2優勝に貢献した。2013年1月、契約満了により退団。同年2月、CAリネンセへ移籍。
2014年6月、ガイナーレ鳥取へ移籍。
2017年より、プロ選手としてのキャリアをスタートしたアソシアソン・フェロヴィアリア・ジ・エスポルテスへ移籍。シーズン終了後に引退を決意したが、12月にガイナーレ鳥取への復帰が発表された。
2020年10月22日、シーズン終了後に現役を引退すると発表された。第29節・ヴァンラーレ八戸戦でゴールを挙げた事によりJ3最年長得点記録（39歳10ヶ月9日）を更新。現役最後の試合となった第34節・ロアッソ熊本戦で1ゴール1アシストで勝利に貢献すると共に自身の持つJ3最年長得点記録（39歳11ヶ月7日）を更新し有終の美を飾った。
2023年10月、当時奈良県社会人サッカーリーグ2部所属のバンディート生駒が2024年シーズンから選手兼スポーツダイレクターとして加入することが発表された。2025年2月、バンディート生駒を退団。

## 個人成績
| 国内大会個人成績 | 国内大会個人成績 | 国内大会個人成績 | 国内大会個人成績 | 国内大会個人成績 | 国内大会個人成績 | 国内大会個人成績 | 国内大会個人成績 | 国内大会個人成績 | 国内大会個人成績 | 国内大会個人成績 | 国内大会個人成績 |
| 年度             | クラブ           | 背番号           | リーグ           | リーグ戦         | リーグ戦         | リーグ杯         | リーグ杯         | オープン杯       | オープン杯       | 期間通算         | 期間通算         |
| 年度             | クラブ           | 背番号           | リーグ           | 出場             | 得点             | 出場             | 得点             | 出場             | 得点             | 出場             | 得点             |
| ブラジル         | ブラジル         | ブラジル         | ブラジル         | リーグ戦         | リーグ戦         | ブラジル杯       | ブラジル杯       | オープン杯       | オープン杯       | 期間通算         | 期間通算         |
| ---------------- | ---------------- | ---------------- | ---------------- | ---------------- | ---------------- | ---------------- | ---------------- | ---------------- | ---------------- | ---------------- | ---------------- |
| 2001             | グアラチンゲタ   |                  |                  |                  |                  |                  |                  |                  |                  |                  |                  |
| 2002             | フィゲイレンセ   |                  | セリエA          |                  |                  |                  |                  |                  |                  |                  |                  |
| 2002             | トゥパン         |                  |                  |                  |                  |                  |                  |                  |                  |                  |                  |
| 2003             | フィゲイレンセ   |                  | セリエA          | 20               | 9                |                  |                  |                  |                  |                  |                  |
| 2004             | サンカエターノ   |                  | セリエA          |                  |                  |                  |                  |                  |                  |                  |                  |
| 日本             | 日本             | 日本             | 日本             | リーグ戦         | リーグ戦         | リーグ杯         | リーグ杯         | 天皇杯           | 天皇杯           | 期間通算         | 期間通算         |
| 2004             | G大阪            | 8                | J1               | 28               | 10               | 7                | 2                | 4                | 1                | 39               | 13               |
| 2005             | G大阪            | 8                | J1               | 34               | 7                | 11               | 3                | 2                | 0                | 47               | 10               |
| 2006             | G大阪            | 8                | J1               | 19               | 6                | 2                | 0                | 0                | 0                | 21               | 6                |
| 2007             | 清水             | 17               | J1               | 33               | 9                | 4                | 0                | 2                | 0                | 39               | 9                |
| 2008             | 清水             | 17               | J1               | 13               | 1                | 3                | 2                | -                | -                | 16               | 3                |
| 2008             | 京都             | 10               | J1               | 16               | 3                | -                | -                | 1                | 0                | 17               | 3                |
| ブラジル         | ブラジル         | ブラジル         | ブラジル         | リーグ戦         | リーグ戦         | ブラジル杯       | ブラジル杯       | オープン杯       | オープン杯       | 期間通算         | 期間通算         |
| 2009             | ヴァスコ         | 8                | セリエB          | 6                | 0                |                  |                  |                  |                  |                  |                  |
| 日本             | 日本             | 日本             | 日本             | リーグ戦         | リーグ戦         | リーグ杯         | リーグ杯         | 天皇杯           | 天皇杯           | 期間通算         | 期間通算         |
| 2009             | 大分             | 17               | J1               | 15               | 3                | -                | -                | 2                | 0                | 17               | 3                |
| 2010             | 仙台             | 20               | J1               | 26               | 8                | 4                | 1                | 0                | 0                | 30               | 9                |
| ブラジル         | ブラジル         | ブラジル         | ブラジル         | リーグ戦         | リーグ戦         | ブラジル杯       | ブラジル杯       | オープン杯       | オープン杯       | 期間通算         | 期間通算         |
| 2011             | モジミリン       |                  |                  |                  |                  |                  |                  |                  |                  |                  |                  |
| 2012             | モジミリン       |                  |                  |                  |                  |                  |                  |                  |                  |                  |                  |
| 日本             | 日本             | 日本             | 日本             | リーグ戦         | リーグ戦         | リーグ杯         | リーグ杯         | 天皇杯           | 天皇杯           | 期間通算         | 期間通算         |
| 2012             | 甲府             | 20               | J2               | 17               | 1                | -                | -                | 1                | 0                | 18               | 1                |
| ブラジル         | ブラジル         | ブラジル         | ブラジル         | リーグ戦         | リーグ戦         | ブラジル杯       | ブラジル杯       | オープン杯       | オープン杯       | 期間通算         | 期間通算         |
| 2013             | リネンセ         |                  |                  |                  |                  |                  |                  |                  |                  |                  |                  |
| 日本             | 日本             | 日本             | 日本             | リーグ戦         | リーグ戦         | リーグ杯         | リーグ杯         | 天皇杯           | 天皇杯           | 期間通算         | 期間通算         |
| 2014             | 鳥取             | 10               | J3               | 15               | 7                | -                | -                | -                | -                | 15               | 7                |
| 2015             | 鳥取             | 10               | J3               | 14               | 5                | -                | -                | 0                | 0                | 14               | 5                |
| 2016             | 鳥取             | 10               | J3               | 26               | 7                | -                | -                | 2                | 1                | 28               | 8                |
| ブラジル         | ブラジル         | ブラジル         | ブラジル         | リーグ戦         | リーグ戦         | ブラジル杯       | ブラジル杯       | オープン杯       | オープン杯       | 期間通算         | 期間通算         |
| 2017             | フェロヴィアリア |                  |                  |                  |                  |                  |                  |                  |                  |                  |                  |
| 日本             | 日本             | 日本             | 日本             | リーグ戦         | リーグ戦         | リーグ杯         | リーグ杯         | 天皇杯           | 天皇杯           | 期間通算         | 期間通算         |
| 2018             | 鳥取             | 8                | J3               | 31               | 9                | -                | -                | 2                | 0                | 33               | 9                |
| 2019             | 鳥取             | 10               | J3               | 25               | 7                | -                | -                | 1                | 0                | 26               | 7                |
| 2020             | 鳥取             | 10               | J3               | 17               | 4                | -                | -                | -                | -                | 17               | 4                |
| 通算             | ブラジル         | ブラジル         | セリエA          |                  |                  |                  |                  |                  |                  |                  |                  |
| 通算             | ブラジル         | ブラジル         | セリエB          |                  |                  |                  |                  |                  |                  |                  |                  |
| 通算             | 日本             | 日本             | J1               | 184              | 47               | 31               | 8                | 11               | 1                | 226              | 56               |
| 通算             | 日本             | 日本             | J2               | 17               | 1                | -                | -                | 1                | 0                | 18               | 1                |
| 通算             | 日本             | 日本             | J3               | 128              | 39               | -                | -                | 5                | 1                | 133              | 40               |
| 総通算           | 総通算           | 総通算           | 総通算           | 329              | 87               | 31               | 8                | 17               | 2                | 377              | 97               |

その他の公式戦
- 2006年
  - スーパーカップ 1試合0得点

| 国際大会個人成績 | 国際大会個人成績 | 国際大会個人成績 | 国際大会個人成績 | 国際大会個人成績 |
| 年度             | クラブ           | 背番号           | 出場             | 得点             |
| AFC              | AFC              | AFC              | ACL              | ACL              |
| ---------------- | ---------------- | ---------------- | ---------------- | ---------------- |
| 2006             | G大阪            | 8                | 6                | 5                |
| 通算             | AFC              | AFC              | 6                | 5                |

その他の国際公式戦
- 2009年
  - スルガ銀行チャンピオンシップ 1試合0得点

出場歴
- Jリーグ初出場 - 2004年3月20日 J1.1st第2節 vsサンフレッチェ広島（万博記念競技場）
- Jリーグ初得点 - 2004年4月10日 J1.1st第4節 vs東京ヴェルディ1969（味の素スタジアム）

## タイトル
フィゲイレンセFC
- サンタカタリーナ州選手権：1回（2003年）

ADサンカエターノ
- サンパウロ州選手権：1回（2004年）

ガンバ大阪
- Jリーグ ディビジョン1：1回（2005年）

ヴァンフォーレ甲府
- Jリーグ ディビジョン2：1回（2012年）

ガイナーレ鳥取
- 鳥取県サッカー選手権大会：4回（2015年、2016年、2018年、2019年）

個人
- Jリーグ優秀選手賞：2回（2004年、2005年）
- Jリーグベストイレブン：1回（2005年）
- J3リーグ・月間MVP：1回（2019年7月）